# Fehren
Fehren är en ort och kommun i distriktet Thierstein i kantonen Solothurn, Schweiz. Kommunen har 595 invånare (2023).